# Ogbes
Els ogbes són els membres d'un subgrup ètnic igbo que viuen a la LGA d'Ogba-Egbema-Ndoni, a l'estat de Rivers, al nord del Delta del Níger, a Nigèria. El seu codi ètnic al joshuaproject és el NAB59h.

## Territori i economia
El territori dels ogbas és una de les principals zones petrolíferes del país(Ellah, 1995). Està localitzat en les planes centrals d'Orashi-Sombreiro, a l'estat de Rivers. La indústria del petroli ha provocat canvis significatius polítics, socials, econòmics i mediambientals del Regne d'Ogba. Però, tot i que el seu territori és un dels principals contribuïdors a l'economia nigeriana, la majoria dels ogbes han caigut en la pobresa, l'atur i el deteriorament del seu medi ambient.
Al mateix temps que el territori dels ogbes ha contribuït molt a l'economia del país degut a la producció petrolífera, ells han estat marginalitzats. Mentre que la indústria del petroli a Ali-Ogba ha creat treballs i riquesa, aquests beneficis no han estat accessibles per a la majoria dels ogbes i altres comunitats de l'estat de Rivers. Això ho va posar sobre la taula el Governador estatal, el Dr. Odili en una conferència davant les companyies petrolieres en les que els demanava que la riquesa del petroli havia d'arribar a les capes de les poblacions locals de l'estat (Ellah, 1995).

### Geografia
Geogràficament, el Regne d'Ogba s'estén entre els 4° 50′ N fins als 5° 30′ N i entre els 6° 25′ E fins als 6° 40′ E i cobreix una superfície de 920 km² al nord del Delta del Níger localitzat en unes planes properes al riu Níger. És fronterer a l'oest amb el riu Orashi i a l'est amb el riu Sombreiro. A més a més, en el seu territori també hi ha el curs del riu Omoku i molts pantans que estan interconnectats per canals de drenatge. En el pic de l'estació plujosa, aquests camins d'aigua interconnectats són el paisatge preeminent del territori. La seva localització, en les planes de Sombreiro-Warri, que consisteix en sorres planes costaneres i altres dipòsits terciaris (marins, mixtes i dipòsits continentals típics de medi ambients deltaics situats en un territori de bosc plujós al sud de Nigèria. La zona es pot dividir en quatre zones ecològiques:
- Les planes del riu Sombreiro (a l'est).
- Les planes del riu Orashi (a l'oest).
- La zona central, unes terres baixes ben drenades i un mosaic agrícola situat entre els rius Orashi i Sombreiro.
- La conca de pantans d'aigua dolça.

La zona més alta d'Ali-Ogba és unes terres baixes ben drenades i un mosaic agrícola que té una altitud entre els 15 i els 22 metres damunt del nivell del mar. En general, la terra està caracteritzada per una topografia que té un pendent suau de menys de 10 graus en moltes zones. Aquesta altitud relativament baixa dona a la zona les seves característiques que tenen d'un relleu baix, pla i monòton, intercalat per molts aiguamolls (conques de pantà/rierol) que travessen les terres baixes centrals i que desemboquen en els seus dos principals sistemes fluvials, el Sombreiro i l'Orashi (Ellah, 1995).
Com a resultat de la seva ubicació geogràfica, Ali-Ogba gaudeix durant tot l'any d'altes temperatures. Les més altes són de 80°F i les més baixes, a la nit, oscil·len entre els 65 i els 70°F. A més a més, la zona té almenys deu mesos de pluja que donen un total de més de 80 centímetres per any i té una humitat molt alta durant els mesos d'estiu. Les condicions climàtiques i la topografia suporten una àmplia varietat de vida vegetal i animal. La seva flora es compon d'arbres econòmics, sobretot d'arbres d'oli de palma i uan varietat de plantes d'espècies d'un alt valor farmacològic per als humans (Ellah, 1995).

### Economia
El paisatge físic d'Ali-Ogba presenta una varietat de recursos naturals: la seva terra està relativament ben drenada i té sòls rics en moltes zones, rius d'aigua fresca, rierols i aiguamolls, boscos secundaris i abundant sol i precipitacions durant tot l'any. Sota la superfície de la terra hi ha moltes reserves de gas natural i de petroli (Ellah, 1995).
Com a resultat d'això, l'entorn natural és compatible amb una economia agrícola basada en la pesca i l'agricultura basada en cultius com el de la iuca, el nyam, el blat de moro, el coco-nyam, el plàtan i la banana, a més de moltes verdures com l'okra, el pebre i diversos tipus de meló. A més, hi ha arbres fruiters com la papaia, les taronges, la guaiaba, el mango i la pinya que són conreades en jardins al voltant dels edificis en les comunitats. Per tant, en molts aspectes, el territori dels ogbes és comparable a les territoris d'altres grups ètnics de l'estat de Rivers si tenim en compte la producció d'una gran varietat de productes agrícoles.

## Història
El poble Ali-Ogba té un llegat sociocultural i polític que reforça el seu origen comú i els fa compartir una herència i un destí comú. Aquest inclou la seva localització geogràfica, les rutes migratòries i l'estructura política i lingüística.

### Llegendes sobre el seu origen
Les comunitats d'Ali-Ogba constitueixen un grup ètnic minoritari a Nigèria amb uns avantpassats, elements socioculturals i una herència comuns. La història oral i el folklore diu que els ogbes van migrar de la zona del Regne de Benin a través del riu Níger al voltant del segle XVI (Ellah, 1995).

## Llengua
En l'Ali-Ogba (Regne d'Ogba) la seva principal llengua és l'Ogbah, que és una llengua igbo.

## Religió
El 98% dels ogbes són cristians (el 33% dels quals són evangèlics). D'aquests, el 55% són catòlics, el 25% anglicans, el 10% protestants i el 10% pertanyen a esglésies cristianes independents. El 2% dels ogbes restants creuen en religions africanes tradicionals.